# 妙算達人
妙算達人（英語：Mission Tycoon），是一匹曾在澳洲和香港出賽的已退役賽駒，來港後練馬師是羅富全。

## 競賽生涯
被運往香港前的「妙算達人」曾於澳洲出賽，由
Mark Newnham訓練，取得兩戰全勝的成績。
2019年1月27日，在四歲馬經典賽事系列首關香港經典一哩賽，「妙算達人」改由騎師梁家俊操刀。外界對此匹馬的信心不大，臨場賠率高達205倍，然而「妙算達人」使用沿欄前置的跑法獲得第二名，僅不敵「添滿意」，其傑出表現出乎意料之外，同時亦見證羅富全從練首奪馬房Ｑ。
2019年2月17日，在四歲馬經典賽事系列次關香港經典盃，「妙算達人」續配騎師梁家俊操刀。「妙算達人」使用單騎領放的跑法，以92倍的冷門身分，勝出總獎金達一千萬港元的香港經典盃。賽後，騎師梁家俊指出要進一步扳至2000米途程，「妙算達人」須再要成熟及更能放鬆來跑，方可問鼎打吡大賽。
2019年3月17日，在四歲馬經典賽事系列尾關香港打吡大賽，「妙算達人」繼續由梁家俊策騎，但由於沿途與「嘉應之星」互爭領先，結果以第十一名過終點。隨後角逐主席錦標，再次尾隨而回。自此之後，「妙算達人」因實力不足，隨即重返班際賽事。
2019年5月11日，莫雷拉策騎「妙算達人」出戰第一班盃賽港澳盃，結果在沿途緊隨放頭馬「安騏」的情況下，以第二名過終點。同年6月2日，「妙算達人」由利敬國接手角逐國際三級賽獅子山錦標，結果在沿途緊隨放頭馬「嘉應之星」的情況下跑第四。2019年7月14日，梁家俊重新接手「妙算達人」角逐沙田一哩錦標，結果該駒沿途與「精算閃擊」互相搶放下，以第八名過終點。
由2019/2020馬季至2020/2021馬季，「妙算達人」先後由杜美爾、薛恩、潘頓、陳嘉熙、梁家俊、田泰安策騎，可惜連續12次出賽皆未再跑入前四名。在2020年12月16日賽後，「妙算達人」被獸醫發現氣管有血、左後腿不良於行，所以於2020年12月22日宣告退役，正式結束其競賽生涯。

## 在港勝出賽事全紀錄
| 比賽日期   | 賽事名稱          | 賽事班次 | 賽道 | 賽事路程 | 比賽馬場 | 名次 | 完成時間 | 騎師   |
| ---------- | ----------------- | -------- | ---- | -------- | -------- | ---- | -------- | ------ |
| 29/04/2018 | 愛彼MILLENARY讓賽 | 第三班   | 草地 | 1200米   | 沙田馬場 | 1    | 1:09.46  | 莫雷拉 |
| 17/02/2019 | 香港經典盃        | 四歲馬   | 草地 | 1800米   | 沙田馬場 | 1    | 1:47.00  | 梁家俊 |

## 外部連結
- . 2019-02-17  [2019-02-17]. （原始内容存档于2019-02-21）.